# Église Sant'Urbano alla Caffarella
L'église Sant'Urbano alla Caffarella est située au sein du Parc de la Caffarella, au sud-est de Rome. C'était à l'origine un temple romain. Au Xe siècle, la structure a été modifiée et consacrée comme église. Elle a été largement modifiée au XVIIe siècle.

## Histoire
L'origine de la construction sur le site d'un temple païen ou peut-être un tombeau, remonte à l'an 160. On pense que le temple était dédié à Cérès et à Faustine, femme d'Antonin le Pieux, bien que l'un des premiers historiens, Pompilio Totti, ait estimé qu'il était dédié à Bacchus,. Le site se trouve sur un terrain faisant autrefois partie de la Triopio, un domaine possédé par Hérode Atticus, sénateur romain d'origine grecque, et sa femme Aspasia Annia Regilla. Il est admis que le temple lui a été consacré par son mari après sa mort.
L'église a été construite sur le temple du Xe siècle et dédiée à Saint-Urbain, pape de 222 à 230. Des fresques ont été ajoutées à l'intérieur au XIIe siècle. Souvent abandonnée, l'église a finalement été restaurée par le pape Urbain VIII et son neveu le cardinal Francesco Barberini, à partir de 1634. Le cardinal Francesco Maria del Monte a été enterré à cet endroit. Les colonnes de la façade sont en marbre acheté de Grèce par Hérode Atticus. Elles faisaient à l'origine partie d'un portique, mais des murs entre les colonnes ont été ajoutés pendant les travaux de rénovation afin d'assurer la stabilité du bâtiment.
Même après la rénovation, l’éloignement de l'église faisait qu'elle était l'objet d'actes de vandalisme et a finalement été abandonnée. En 1962, elle a même été annexée par le propriétaire de la propriété voisine. Le bâtiment a été acquis par la ville de Rome en 2002 et donné au diocèse de Rome, il sert aujourd'hui de presbytère au sein de la paroisse de Saint-Sébastien-hors-les-Murs et a fait l'objet d'une restauration en 2010-2011. Ouvert au public uniquement le dimanche matin avant la restauration, il était encore fermé au public à la fin de 2015, à l'exception d'occasionnelles visites guidées.

## Images

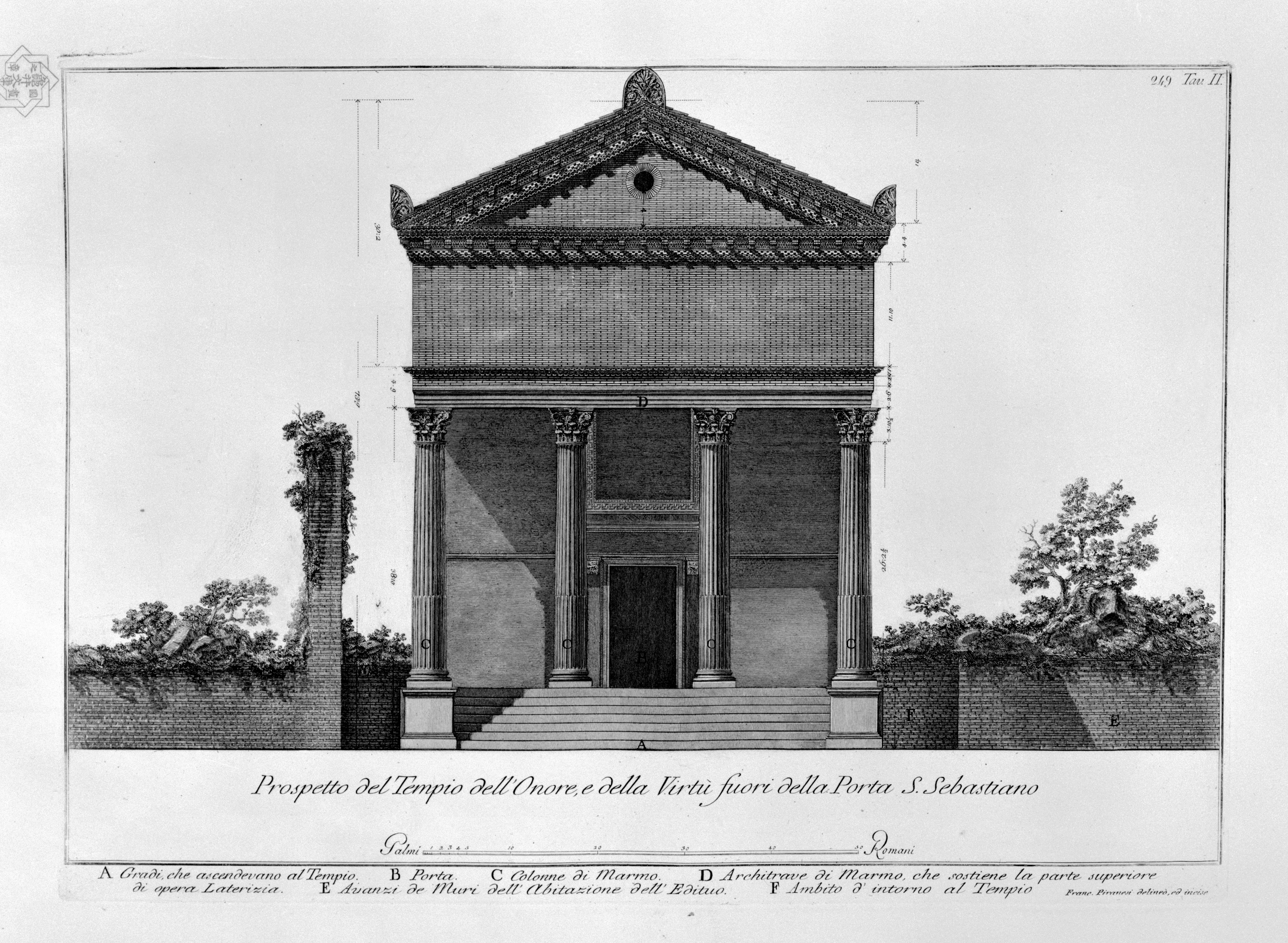
Reconstruction de l'aspect original de la façade.
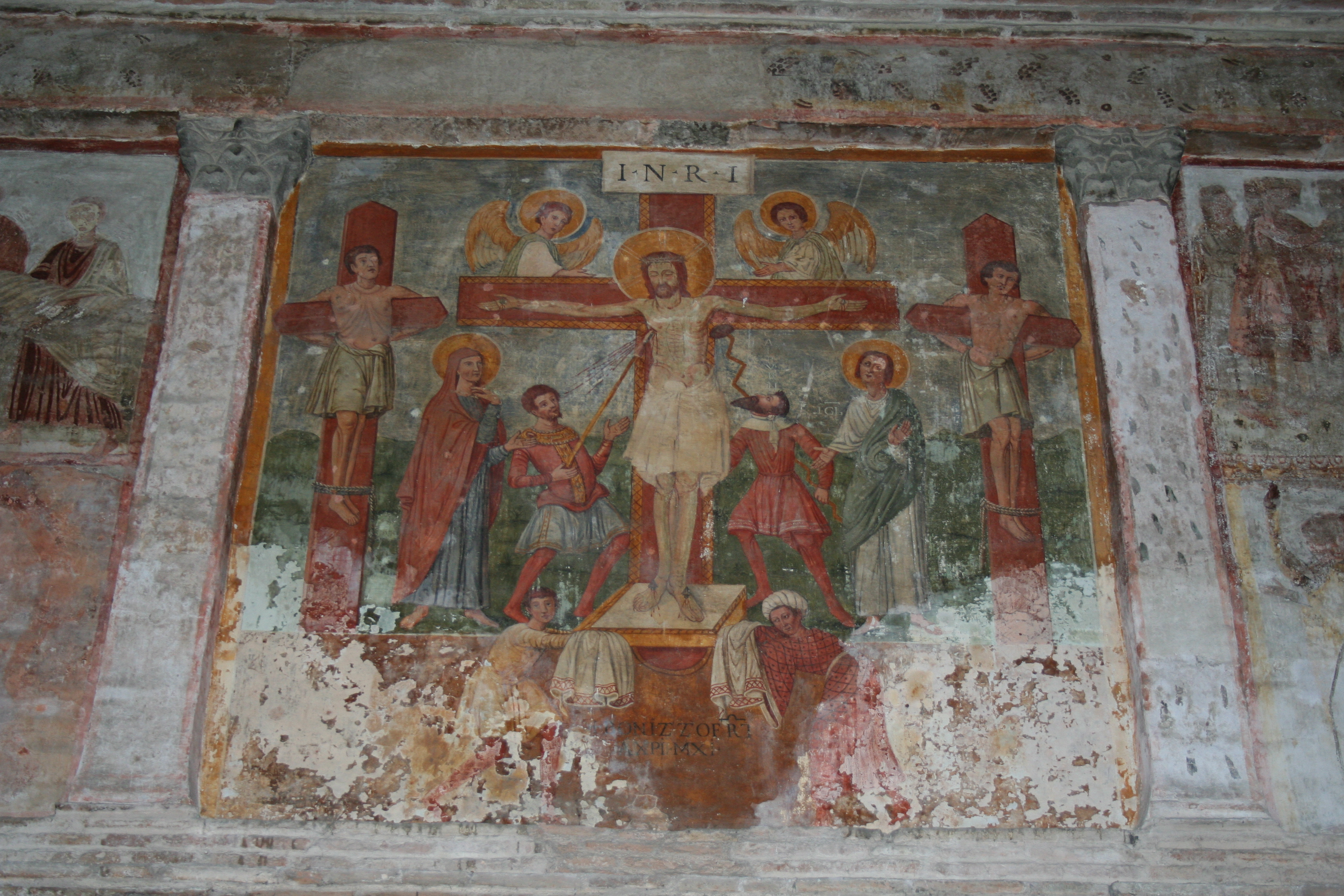
Fresque intérieure, montrant la crucifixion de Saint Urbain.
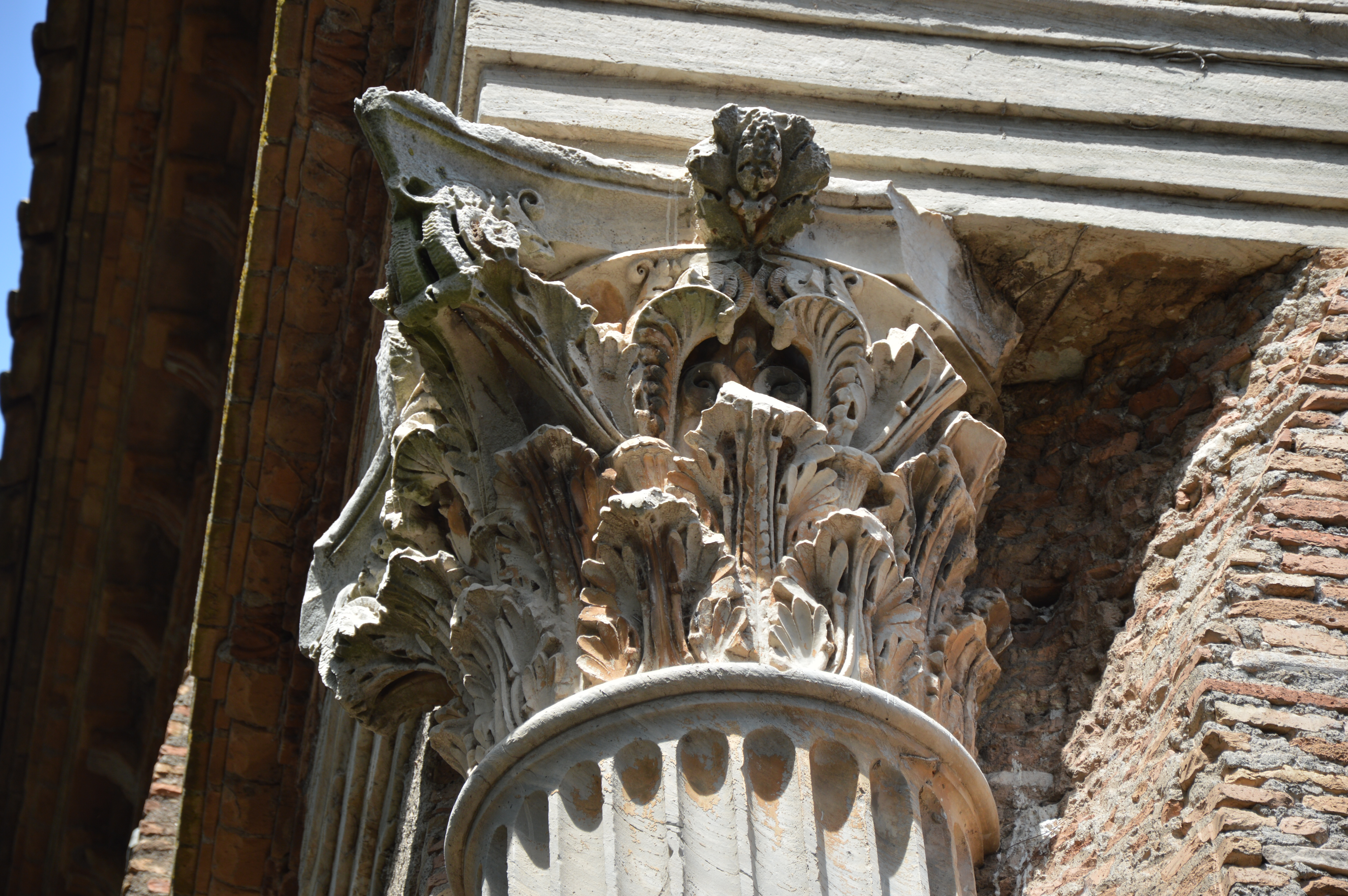
Chapiteau
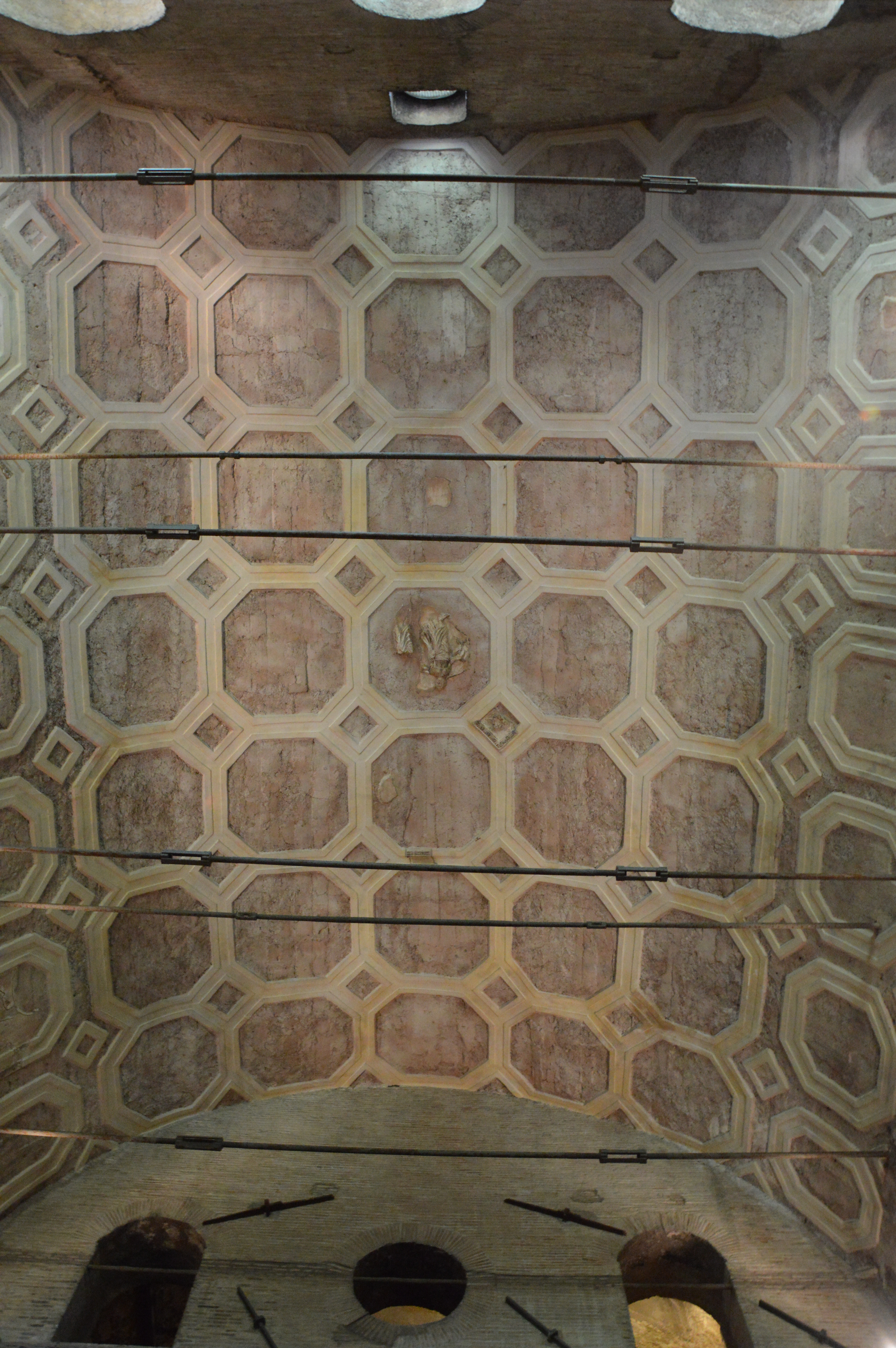
Plafond

## Articles liés
- Parc de la Caffarella